# Hipotricosis con degeneración macular juvenil
La hipotricosis con degeneración macular juvenil  o distrofia macular juvenil con hipotricosis (HJMD o CDH3) es un trastorno congénito extremadamente raro caracterizado por el crecimiento lento del cabello desde el nacimiento y distrofia macular que puede provocar perdida importante de visión e incluso ceguera.

## Historia
La primera descripción data de 1935 por el médico alemán Hans Wagner.

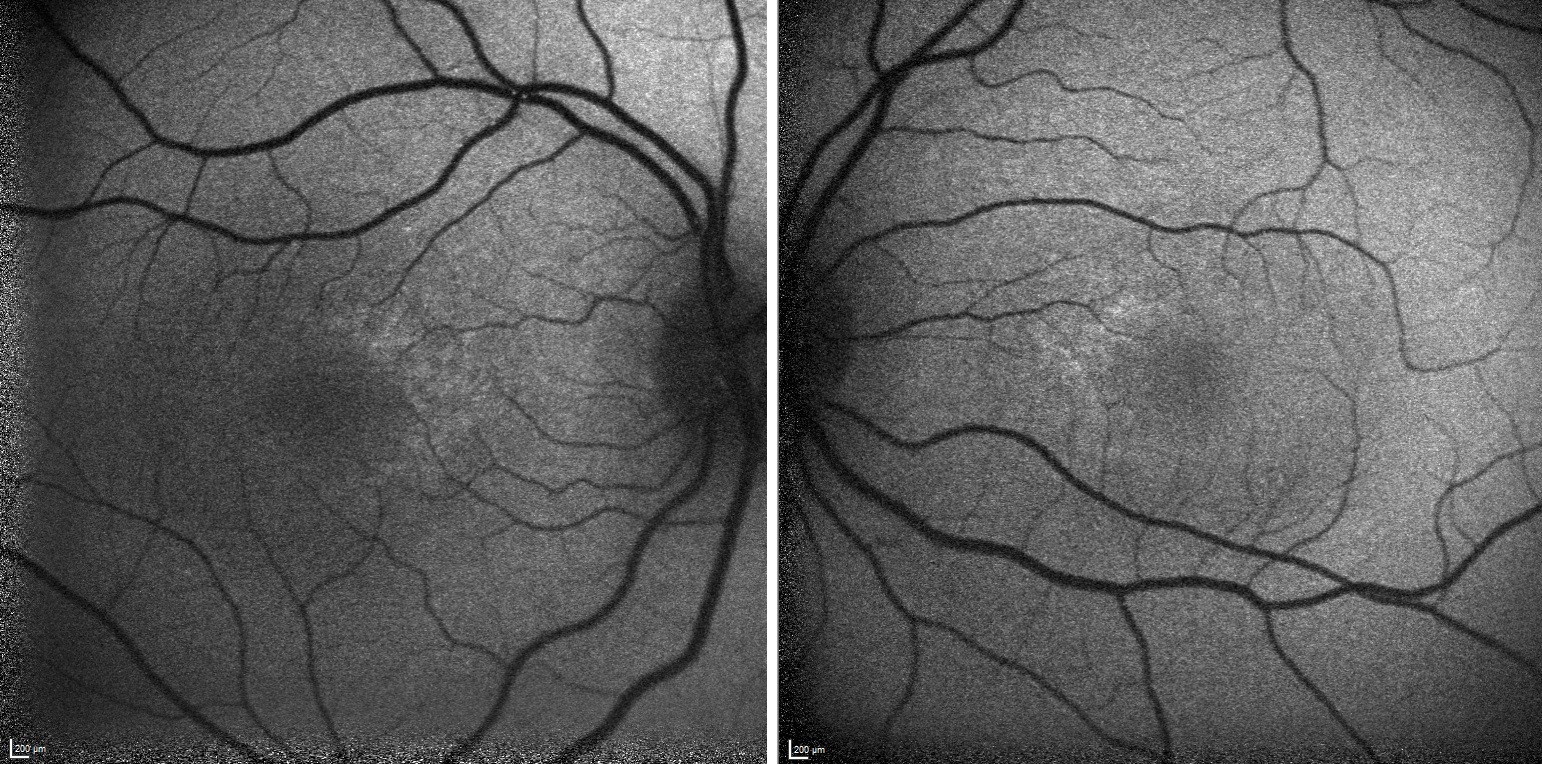
Angiografía con fluoresceína de un niño de 5 años con HJMD

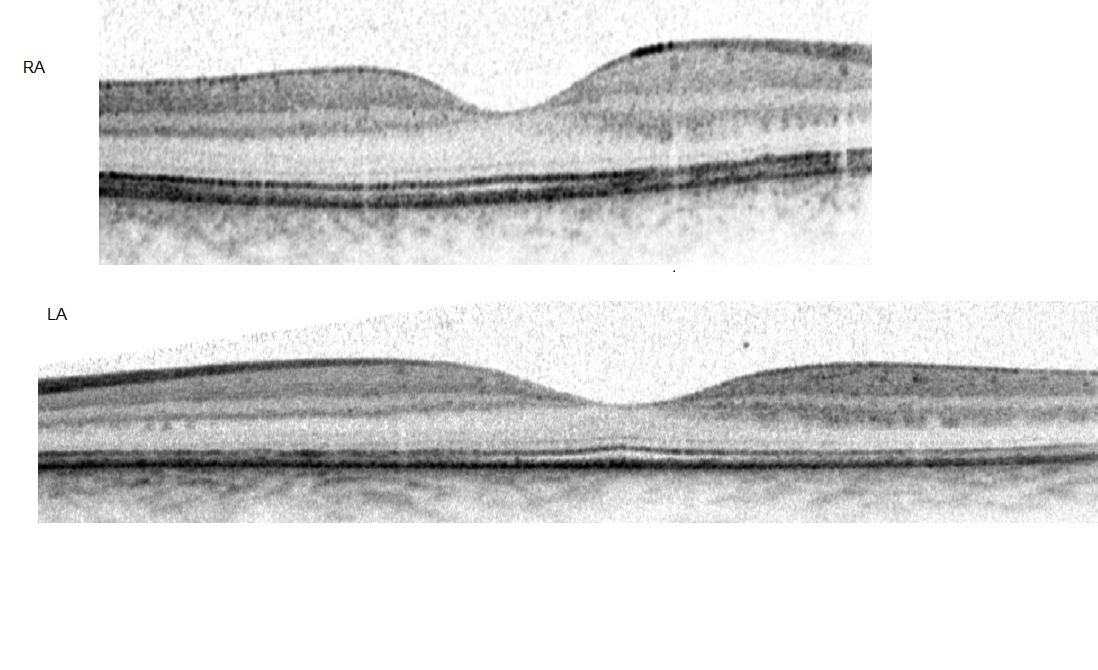
Tomografía de coherencia óptica de un niño de 5 años con HJMD

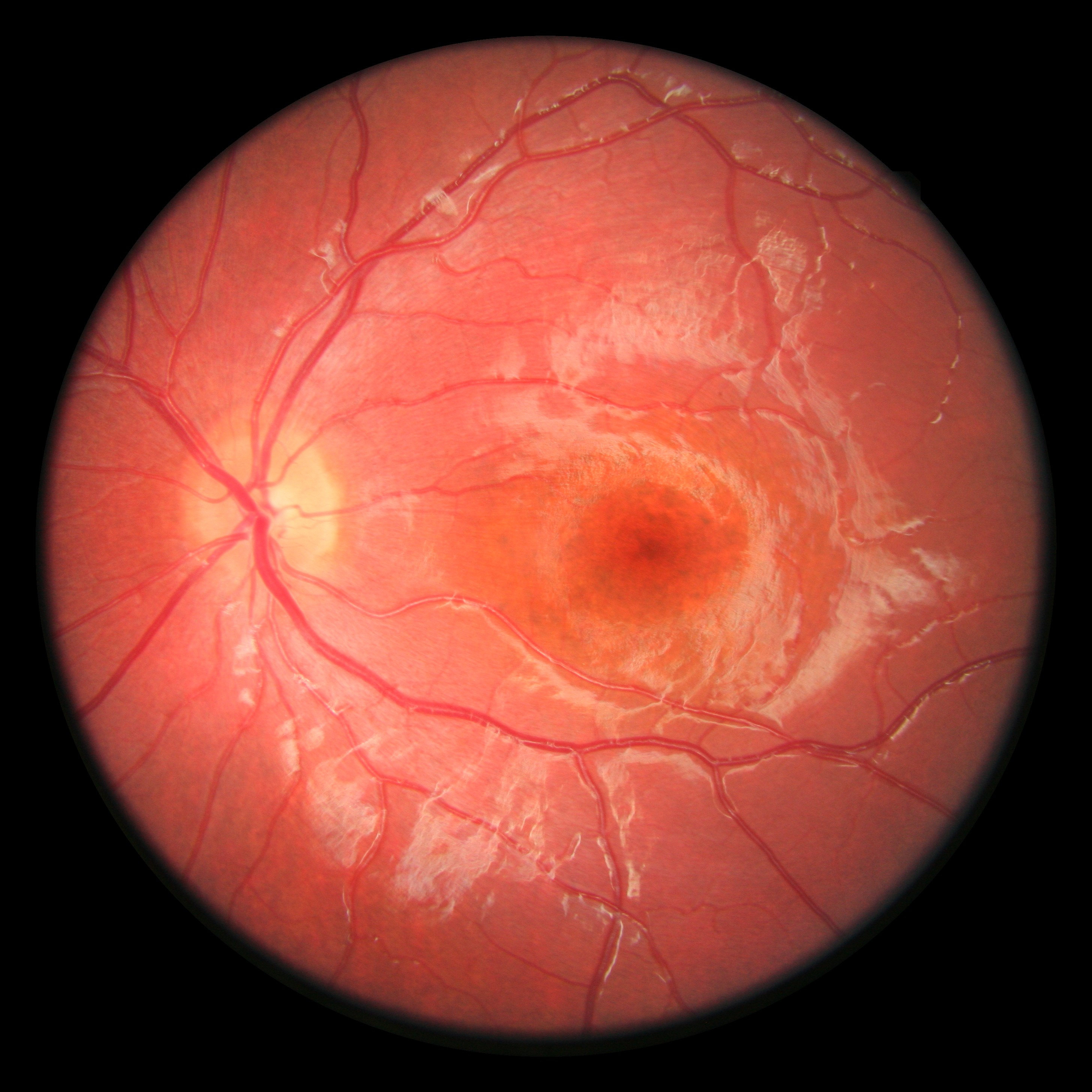
Fondo del ojo izquierdo de un niño de 5 años con HJMD

## Frecuencia
Su incidencia global se estima en menos de un caso por cada 1.000.000 de nacimientos, hasta el año 2011 se habían descrito en la literatura médica menos de 50 pacientes.

## Etiología y genética
La enfermedad es hereditaria según un patrón autosómico recesivo. Está causada por una mutación en el gen CDH3, que codifica la proteína Cadherina-3 (P-cadherina), una proteína de unión de calcio que es responsable del contacto entre las células en diferentes tejidos, expresándose principalmente en la retina y el epitelio folicular del cabello.

## Características clínicas
El cabello crece de una manera muy débil, pero en el resto del cuerpo se puede encontrar crecimiento normal del vello. 
La degeneración macular se manifiesta por deterioro progresivo y lento de la visión central, más adelante se perde la capacidad lectora. Los enfermos pueden tener un desarrollo completamente sano y la expectativa de vida es normal.

## Diagnóstico y detección precoz
La detección de la anomalía en el crecimiento del cabello puede hacer sospechar la afección, posteriormente la revisión visual y del fondo de ojo mediante oftalmoscopio confirman la sospecha. El diagnóstico de certeza solo es posible mediante estudios genéticos que confirmen la presencia de la mutación causal.

## Método de prueba recomendado para el desarrollo del diagnóstico
La extensión del daño a la retina se evalúa mediante angiografía con fluoresceína, la exploración de la retina y la tomografía de coherencia óptica. También se puede realizar un estudio electrofisiológico mediante electrorretinograma.

## Diagnóstico diferencial
Debe diferenciarse las anomalías del eje del cabello en el contexto de la displasia ectodérmica. Los cambios en el gen CDH3 también pueden ocurrir cuando el síndrome EEM.

## Tratamiento
No existe por el momento tratamiento curativo, pero se están realizando estudios de terapia génica.

## Literatura
- A Rare Syndrome: Hypotrichosis with Juvenile Macular Dystrophy (HJMD)
- CADHERIN 3. In: Online Mendelian Inheritance in Man